# Tudor Gheorghe

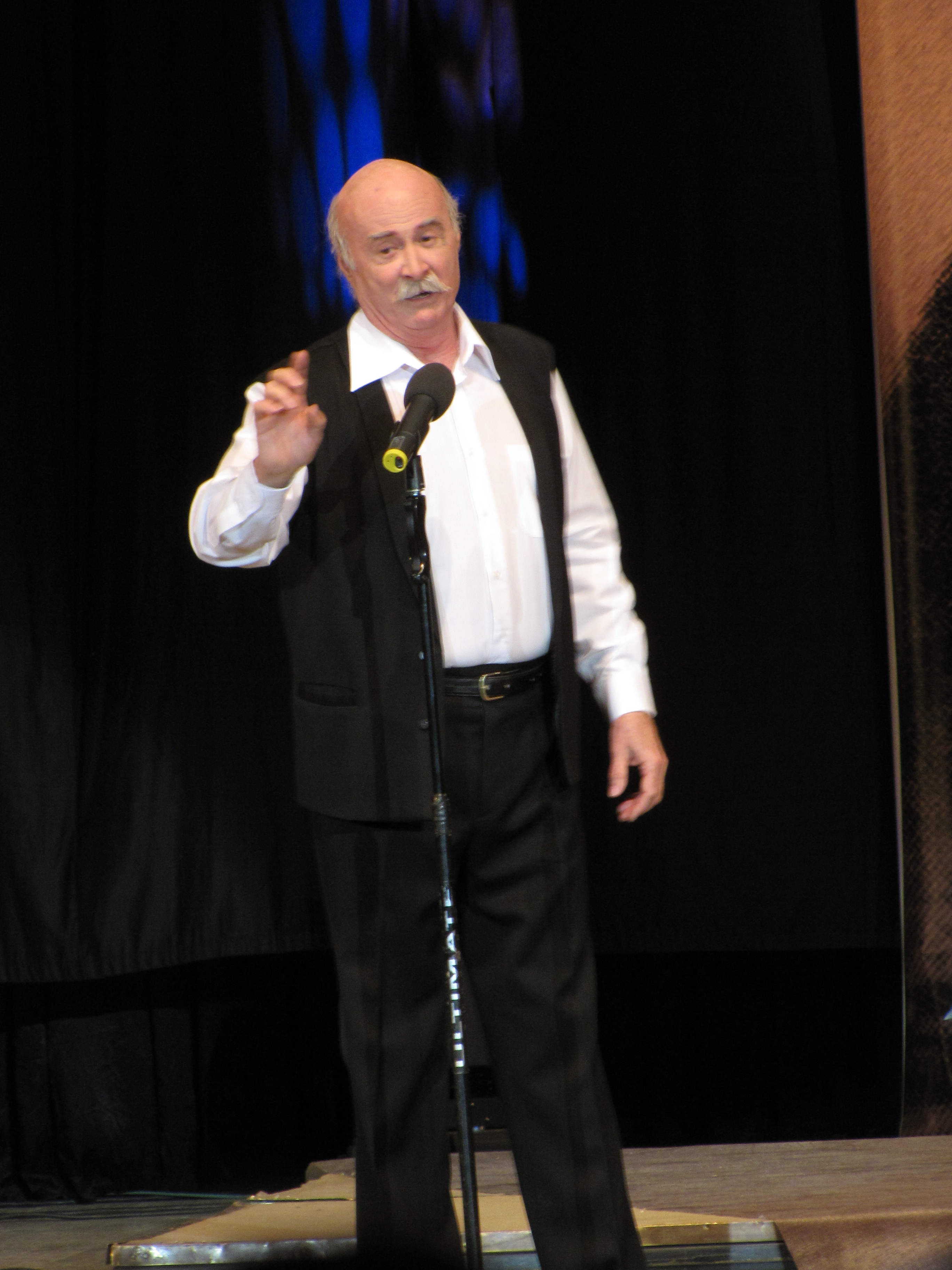
Tudor Gheorghe

Tudor Gheorghe (la naștere Gheorghe Tudor, n. 1 august 1945, Podari, România) este un cântăreț, compozitor și actor român provenit dintr-o familie de țărani. În perioada sa de formare a realizat numeroase albume, dar cariera sa a devenit fulminantă după 1989. Din 1969, anul primului recital și până în 1996, Tudor Gheorghe a realizat nu mai puțin de 22 spectacole de muzică și poezie.
În cinstea Centenarului Marii Uniri, Tudor Gheorghe a lansat pe 17 noiembrie 2018 o nouă creație: Marșul Unirii.

## Studii
Copilăria, dar mai ales adolescența, i-au fost dificile. Tatăl, cântăreț la biserică, a fost arestat ca legionar și încarcerat ca deținut politic la Aiud.
A urmat Liceul Nicolae Bălcescu (astăzi Colegiul Național Carol I) din Craiova și apoi cursurile Institutului de Teatru din București, clasa de actorie, absolvind în 1966.

## Cariera artistică

### Înainte de 1989

#### Actor pe scena Naționalului din Craiova
După rolurile jucate în studenție, a debutat pe scena Teatrului Național din Craiova în rolul Paznicul tânăr din „Cocoșul negru”, de Victor Eftimiu. A fost angajat la acest teatru în 1966, la vârsta de 21 de ani devenind unul dintre cei mai tineri actori din țară.
Până la adevărata afirmare, ce a urmat peste câțiva ani, a continuat să joace roluri de comedie sau dramă alături de mari actori craioveni ai timpului, în piese ca Visul unei nopți de iarnă de Tudor Mușatescu, D-ale carnavalului de I. L. Caragiale sau „Doamna nevăzută” de Pedro Calderón de la Barca.
În perioada 1970-1980 și 1980-1990 a jucat în creații de mare profunzime artistică, cum ar fi Mitică Popescu de Camil Petrescu, „Filfizonul pedepsit” de John Vanbrugh, Unchiul Vania de Anton Cehov sau în „Piticul din grădina de vară”, de Dumitru Radu Popescu.

#### Recitaluri, cantautor, baladist
În 1969, după trei ani de lucru asiduu, a ieșit la rampă cu primul său recital, „Menestrel la curțile dorului”, cu poezia poeților Lucian Blaga, Tudor Arghezi și Ion Barbu.
A petrecut 3 ani la Institutul de Folclor din București, unde a urmat studii aprofundate pentru conservarea folclorului. În această perioadă a realizat al doilea recital - „Șapte balade”.

În 1971, Eugen Barbu spunea despre el: 
„Tudor Gheorghe are o memorie fenomenală și asta explică cum a putut să îndeplinească raptul fără a trezi bănuieli, pentru că atât cât îi știm, bătrânii lăutari cad la bănuială când sunt fotografiați pe hârtie. Într-o emisiune am putut auzi de la acest menestrel varianta cea mai cutremurătoare a "Mioriței" și niște cântece haiducești cum nu mai aflasem. (...) Scriu cu toată răspunderea că de la Maria Tănase nu am avut o personalitate mai puternică în ce privește comorile noastre folclorice ca acest tânăr și neîntrecut actor din Craiova.”—Eugen Barbu - 1971
O parte dintre concertele sale au cunoscut cenzura vremii. Spectacolul Pe-un franc poet, pe versuri de Ion Luca Caragiale, susținut în două rânduri (la Bacău și, în 1981, la București pe Platforma Pipera), a fost interzis de a mai fi reluat.

Chiar înainte de anul 1989, cunoscutul poet Marin Sorescu se exprima despre cantautor,  
„De fiecare dată când îl ascult - și asta se întâmplă des - Tudor Gheorghe îmi confirmă bănuiala că poezia românească - populară și cultă - poate mișca munții. (...) Problema mea, inhalând prin toți porii melodia ființei sale, este cum să-mi stăpânesc o lacrimă de dragoste, admirație și mândrie că poate exista acest fenomen pe care, vorba lui Grigore Vieru, îmi e mai ușor să-l pup.”—Marin Sorescu - 1988

### După 1989
În 1992 Tudor Gheorghe a avut primul spectacol după revoluție, numit „Cântece cu gura închisă”. A revenit pe scenă în 1998, și din 1999 a început seria de spectacole Anotimpurile poeziei românești în colaborare cu dirijorul Marius Leonard Hristescu.
În 2006, între 29 mai și 4 iunie, Tudor Gheorghe a susținut la Sala Palatului o serie maraton de concerte, intitulată Săptămâna risipitorului de frumuseți. Seria a fost compusă din 7 concerte:
- Primăvara simfonic - 29 mai
- Toamna simfonic - 30 mai
- Petrecerea cu taraf - 31 mai
- Diligența cu păpuși - 1 iunie
- În căutarea dorului pierdut - 2 iunie
- Iarna simfonic - 3 iunie
- Vara simfonic - 4 iunie[7][8]

În noiembrie 2006 artistul a  prezentat în premieră spectacolul „Calvarul unei inime pribegi”, început cu cântece din anii 1930, cântate de artiști precum Cristian Vasile și Jean Moscopol. Pe lângă cântecele epocii în spectacol sunt citite și câteva anunțuri din ziarele din acea perioadă, cu scopul de a recrea imaginea completă a acelor ani. În 2007 a fost lansat și albumul cu acest spectacol.
În noiembrie 2007 în spectacolul Parfumul nebunelor dorinți se continuă prezentarea muzicii anilor 1930, începută în Calvarul unei inime pribegi.
La margine de imperii este alt spectacol al lui Tudor Gheorghe, desfășurat în martie-aprilie 2008. Spectacolul este dedicat singurei regiuni din această țară care a fost sub mai multe imperii. Muzica este mai puțin cunoscută, fiind culeasă și prelucrată dintr-o scriere apărută doar în limba germană. „Rumanische Volkslieder aus der Bukowina” de Matthias Friedwagner, apărută în 1938 conține 530 de partituri muzicale și versuri culese din Bucovina, între anii 1902-1916, la inițiativa Ministerului Culturii, din Viena.
Anul 2008 îl readuce pe îndrăgitul artist într-o piesă de teatru după aproape zece ani de la ultima apariție. Tudor Gheorghe apare în musicalul Omul din La Mancha, la numai câteva zile de la premiera altui spectacol - Taina cuvintelor. Omul din La Mancha este un musical după cartea lui Dale Wasserman, care, la rândul său, își inspiră povestea după romanul de secol XVII al lui Miguel de Cervantes - „El ingenioso hidalgo don Quijote de la Mancha”.
Astăzi, Tudor Gheorghe își continuă cariera începută în 1966, susținând în continuare recitaluri în țară și străinătate, și interpretând roluri pe scena Naționalului craiovean. Succesul, cariera și evoluția lui Tudor Gheorghe pot părea „venite de la sine”, dar în spatele uriașului succes se găsesc ani de muncă înverșunată, de studiu intens și de multe opreliști și nevoi.

## Spectacole
- În căutarea dorului pierdut
- Mie-mi pasă
- Degeaba

Suita Anotimpurile poeziei românești:
- Toamna
- Iarna
- Primăvara
- Vara
- Al cincilea anotimp - Femeia[12]

Spectacole cu muzica anilor 1930:
- Calvarul unei inime pribegi
- Parfumul nebunelor dorinți
- Mahalaua... mon amour[13]
- Cavalerii felinarelor târzii
- Între rapsod și lăutar

Muzică din Bucovina anilor 1900:
- La margine de imperii

Spectacol despre Revoluția Română din 1989:
- Degeaba...?![14]

Musical:
- Omul din La Mancha[15]

## Discografie

### Albume
- 1974 - Viața lumii
- 1975 - Cântece de dragoste de țară
- 1976 - Veniți, privighetoarea cântă
- 1978 - Pasăre galbină-n pene
- 1984 - Tudor Gheorghe
- 1989 - Primăvara
- 1999 - Reîntoarcerea
- 1999 - Mie-mi pasă
- 2000 - Suflet de român
- 2001 - Primăvara simfonic
- 2001 - Toamna simfonic
- 2002 - Pe-un franc poet
- 2002 - Petrecere cu taraf I
- 2003 - Iarna simfonic
- 2003 - Diligența cu păpuși
- 2004 - Petrecere cu taraf II/Trimite Vorbă
- 2005 - Răsuri și trandafiri
- 2005 - Cu Iisus în celulă
- 2006 - În căutarea dorului pierdut
- 2006 - Vara simfonic
- 2007 - Calvarul unei inime pribegi
- 2007 - Petrecere cu taraf III/Când Dumnezeu era mai jos
- 2007 - Parfumele nebunelor dorinți
- 2007 - Risipei Se Deda Florarul
- 2009 - ... de Primăvară
- 2012 - Degeaba
- 2013 - La margine de imperii
- 2013 - Mahalaua Mon Amour

## Filmografie
- Vis de ianuarie (1979) - Barbu Lăutaru

## Premii și distincții
Președintele României Ion Iliescu i-a conferit lui Tudor Gheorghe la 29 noiembrie 2002 Ordinul național Steaua României în grad de Cavaler, „pentru crearea și transmiterea cu talent și dăruire a unor opere literare semnificative pentru civilizația românească și universală”.
La 23 noiembrie 2010, președintele interimar al Republicii Moldova, Mihai Ghimpu, i-a conferit cea mai înaltă distincție de stat - Ordinul Republicii.

## Recunoaștere
Centrul cultural din comuna Izbiceni, județul Olt, îi poartă numele.